# Ла-Лож-о-Шевр
Ла-Лож-о-Шевр (фр. La Loge-aux-Chèvres) — коммуна во Франции, находится в регионе Шампань — Арденны. Департамент — Об. Входит в состав кантона Вандёвр-сюр-Барс. Округ коммуны — Бар-сюр-Об.
Код INSEE коммуны — 10200.
Коммуна расположена приблизительно в 165 км к юго-востоку от Парижа, в 80 км южнее Шалон-ан-Шампани, в 26 км к востоку от Труа.

## Население
Население коммуны на 2008 год составляло 79 человек.
| 1962 | 1968 | 1975 | 1982 | 1990 | 1999 | 2008 |
| ---- | ---- | ---- | ---- | ---- | ---- | ---- |
| 40   | 69   | 66   | 69   | 67   | 79   | 79   |

## Экономика
В 2007 году среди 57 человек в трудоспособном возрасте (15—64 лет) 46 были экономически активными, 11 — неактивными (показатель активности — 80,7 %, в 1999 году было 78,0 %). Из 46 активных работали 43 человека (22 мужчины и 21 женщина), безработных было 3 (0 мужчин и 3 женщины). Среди 11 неактивных 4 человека были учениками или студентами, 6 — пенсионерами, 1 был неактивным по другим причинам.

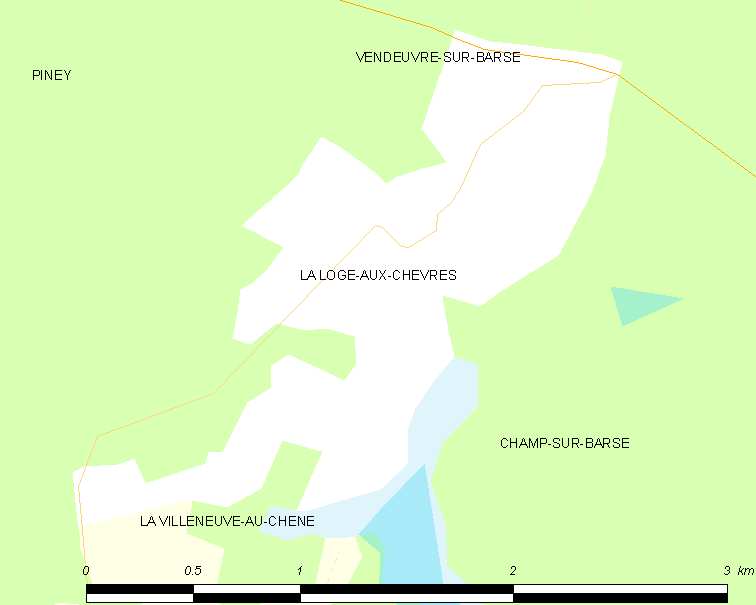
Карта коммуны